# القصر الملكي في كمبوديا
القصر الملكي في كمبوديا (بالخميرية: ព្រះបរមរាជវាំង) عبارة عن مجمع من المباني يستخدم كمقر إقامة ملكي لملك كمبوديا، اسمها الكامل باللغة الخميرية هو Preah Barom Reacheaveang Chaktomuk Serey Mongkol (بالخميرية: ព្រះបរមរាជវាំងចតុមុខសិរីមង្គល)، احتلها الملوك الكمبوديون منذ أن تم بناؤها في عام 1866، مع فترة من الغياب عندما دخلت البلاد في حالة من الاضطراب أثناء وبعد حكم الخمير الحمر.
تم بناء القصر بين عامي 1866 و1870 بعد أن نقل الملك نورودوم العاصمة الملكية من أودونغ إلى بنوم بنه، تم بناؤه فوق قلعة قديمة تسمى Banteay Keo، تواجه الشرق تقريبًا وتقع على الضفة الغربية للتقسيم العرضي لنهر تونلي ساب ونهر ميكونغ المسمى تشاكتوموك (إشارة إلى براهما).

## تاريخ

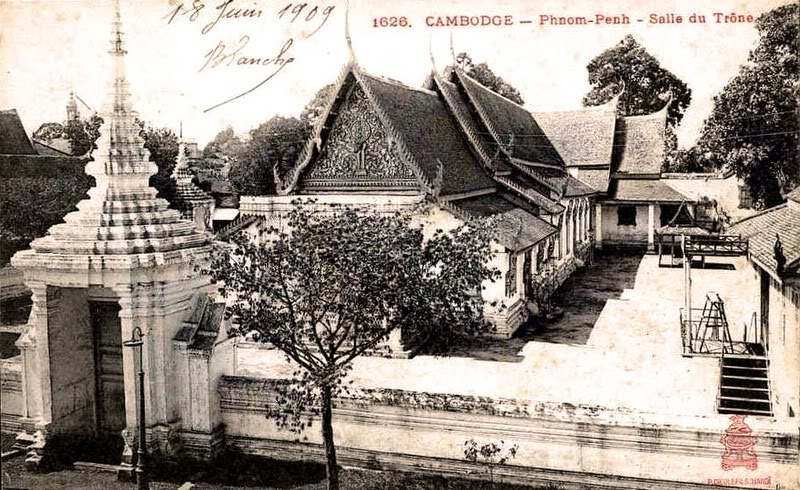
قاعة العرش الأصلية للقصر، بطاقة بريدية مؤرخة عام 1909، تم هدم هذا المبنى في عام 1915. تم افتتاح قاعة العرش الحالية، التي تشغل نفس الموقع ولكنها أكبر بكثير، في عام 1919.

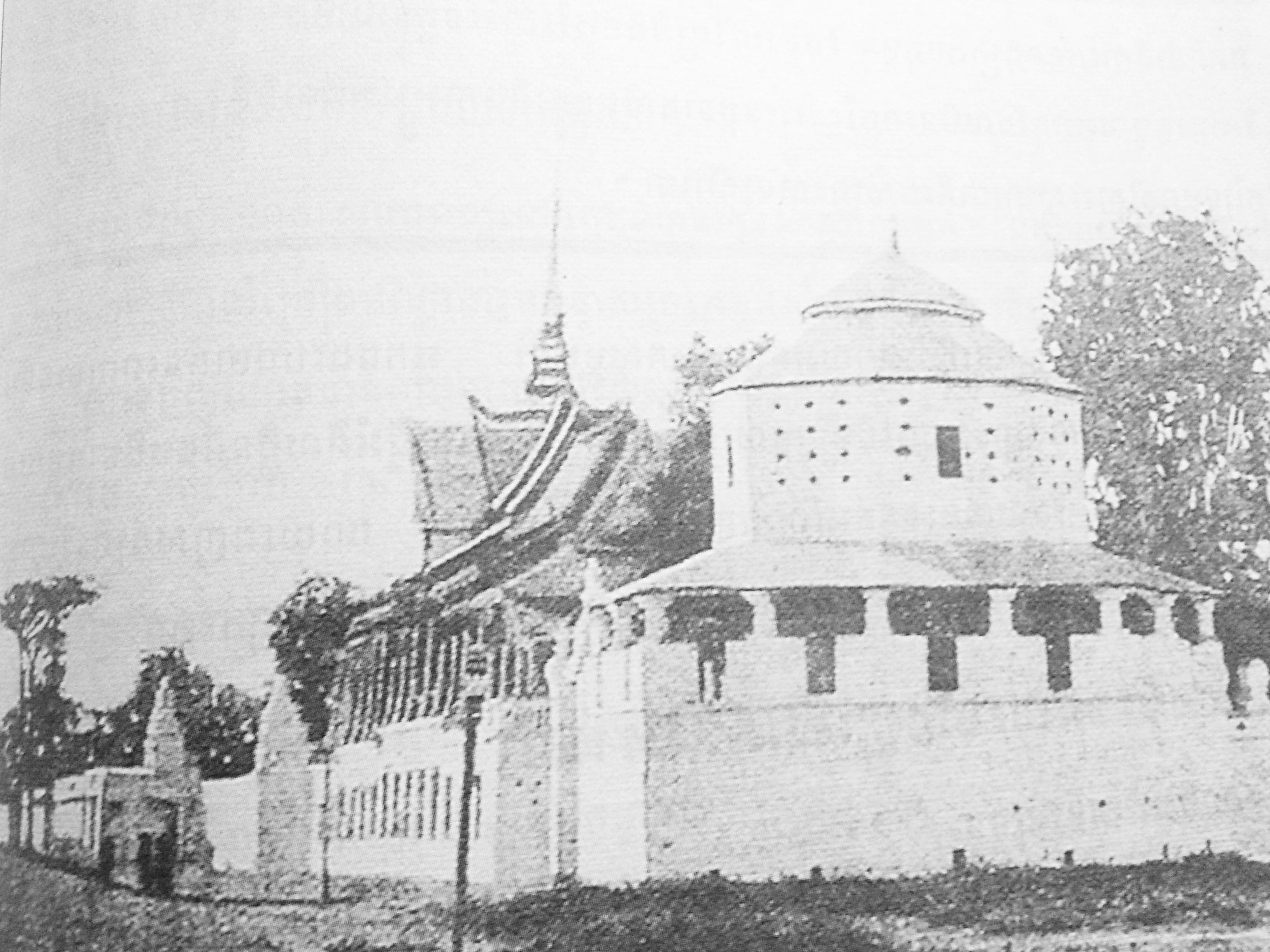
جناح تشان تشايا عام 1885 وهو معقل تمت إزالته الآن.

يعد إنشاء القصر الملكي في بنوم بنه عام 1866 حدثًا حديثًا نسبيًا في تاريخ الخمير وكمبوديا، كان مقر قوة الخمير في المنطقة يقع في أنغكور أو بالقرب منها شمال بحيرة تونلي ساب الكبرى من عام 802 م حتى أوائل القرن الخامس عشر. بعد أن انتقلت محكمة الخمير من أنغكور في القرن الخامس عشر بسبب المشاكل البيئية وعدم التوازن البيئي، استقرت لأول مرة في بنوم بنه والتي كانت تسمى آنذاك كرونغ تشاكتوموك سيري مونغكول ( (بالخميرية: ក្រុងចតុមុខសិរីមង្គល)) في عام 1434 (أو 1446) وبقيت لعدة عقود، ولكن بحلول عام 1494 انتقلت إلى باسان، ثم لونغفيك ثم أودونغ. لم تعد العاصمة إلى بنوم بنه حتى القرن التاسع عشر ولا يوجد سجل أو بقايا لأي قصر ملكي في بنوم بنه قبل القرن التاسع عشر. في عام 1813، قام الملك أنج تشان (1796–1834) ببناء بانتي كيف ("القلعة الكريستالية") في الموقع الذي يوجد فيه القصر الملكي الحالي. بعد أنج تشان، أصبحت العاصمة في أودونج، على بعد حوالي 40 كيلومترًا إلى الشمال الغربي، حتى عام 1866، عاد ابن أخيه الملك نورودوم إلى بنوم بنه.
عاش نورودوم أولاً في قصر خشبي مؤقت شمال وات أونالوم، بينما كان القصر الدائم قيد الإنشاء. كان قصر نورودوم عبارة عن مجمع يحتوي على العديد من المباني المنفصلة، وأهمها قاعة العرش وفيلات الملك الخاصة (كان هناك اثنتان منها، واحدة على الجانب الشمالي من قاعة العرش وواحدة على الجنوب)، ومجموعة من سالاس التقليدية، أو الأجنحة المفتوحة الجوانب، والمعروفة باسم سال دي دانس وسال دي فيتس (قاعة الرقص وقاعة الولائم)، وجناح نابليون. وكانت هذه كلها في الفناء الشرقي أو العام. كان الفناء الغربي مخصصًا لنساء الملك، والذي أطلق عليه الفرنسيون اسم حريمه، وعلى الرغم من أن هذا ليس دقيقًا تمامًا، إلا أن الذكر البالغ الوحيد الذي سمح له بالدخول هو الملك نفسه.
كان المجمع بأكمله محاطًا بجدار (في الأصل جدار إلى الشرق وخندق إلى الغرب، ولكن الخندق امتلأ في وقت ما بعد عام 1914) تعلوه أشكال أوراق زخرفية تسمى سيما؛ تظهر هذه الرموز نفسها على الجدران المحيطة بالأديرة، وكما هو الحال مع الأديرة، تم استخدامها للرمز إلى أن ما بداخلها مقدس. بالإضافة إلى ذلك، خارج القصر مباشرة ولكن جزءًا منه، كان يوجد الباغودا الفضية في الجنوب وأرض حرق الجثث في الشمال، بينما كانت الحديقة الموجودة على الجانب الشرقي تستخدم للمهرجانات الملكية مثل عيد ميلاد الملك وسباقات القوارب السنوية.
تم هدم قصر نورودوم وإعادة بنائه على يد خليفته، أخيه غير الشقيق الملك سيسواث، بين عامي 1912 و1919، واليوم فإن البقايا الكبيرة الوحيدة هي الجزء الشرقي من الجدار وجناح نابليون. العناصر الرئيسية للفناء الشرقي العام للقصر الحديث هي:
- قاعة العرش، والتي تحتوي على العروش الملكية الثلاثة الرئيسية وهي مكان تتويج الملوك واستقبال السفراء الأجانب؛
- جناح نابليون، الذي استخدمه نورودوم كقاعة استقبال وهو اليوم متحف.
- جناح بوشاني أو قاعة الولائم.
- تشان تشايا أو جناح ضوء القمر الموجود في الجزء الشمالي الشرقي من الجدار، يستخدم في المآدب الرسمية وعروض الرقص؛
- دامناك تشان خلف جناح نابليون، وهو مبنى إداري.

لا يزال الفناء الغربي خاصًا، وهنا يوجد للملك فيلته السكنية الخاصة، خيمارين، بالإضافة إلى فيلا كانثا بوفا لاستيعاب الضيوف الأجانب.
اسم المهندس المعماري أو المعماريين لقصر نورودوم غير معروف. كانت الفيلتان السكنيتان على الطراز الأوروبي ويبدو أنه تم تصميمهما من قبل بناة أوروبيين، في حين كانت قاعة العرش ومجمع سالي دي دانس وتشانتشايا القديمة كلها على الطراز الخميري التقليدي وكان من الممكن أن تكون من عمل المهندسين المعماريين الخمير. يرتبط اسم مهندس قصر نورودوم، تيب نيميت ماك، بالمعبد الفضي وجدارياته، لكنه لم يعمل بمفرده. كان قصر نورودوم مصنوعًا من الطوب والخشب، لكن قصر سيسواث تم بناؤه بالخرسانة المسلحة من قبل المهندسين المعماريين الفرنسيين، وتم تنفيذ الجداريات في تشان تشايا الجديدة وفوتشاني وقاعة العرش من قبل فنانين فرنسيين. تم هدم معبد نورودوم الفضي وإعادة بنائه بالخرسانة المسلحة في الستينيات، وكل ما تبقى من المبنى الأصلي هو المعرض المحيط.

## مباني القصر الملكي
وينقسم المجمع بجدران إلى أربعة مجمعات رئيسية. في الجهة الجنوبية يوجد الباغودا الفضية، وفي الجهة الشمالية يوجد قصر الخمارين والمجمع المركزي يحتوي على قاعة العرش، وفي الغرب يوجد القطاع الخاص أو الفناء الداخلي . تم بناء مباني القصر تدريجياً مع مرور الوقت، وتم تفكيك بعضها وإعادة بنائها في أواخر الستينيات. يعود تاريخ بعض المباني القديمة إلى القرن التاسع عشر.

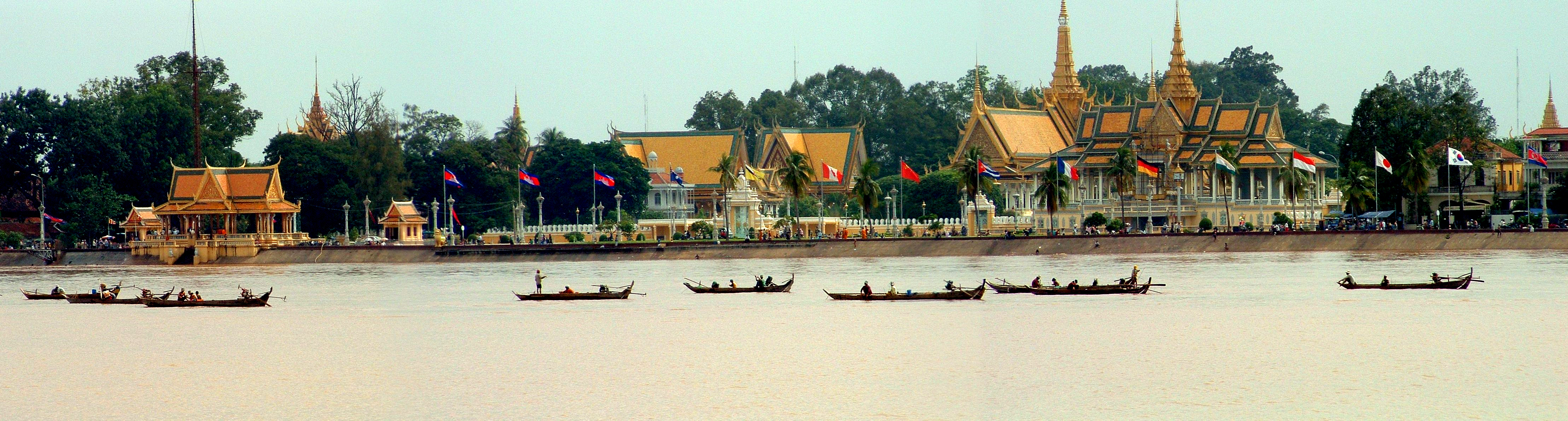
منظر بانورامي أمامي للقصر الملكي من نهر تونلي ساب - ميكونغ.

## العمارة والمنطقة
يعد القصر الملكي في كمبوديا مثالًا جيدًا على فن العمارة الخميرية الذي يتميز بتصميمه للجدار الدفاعي (كامبينج)، وقاعة العرش (برياه ثينانج)، ومعبد بوذا الزمردي (وات برياه كيو موراكوت)، والأبراج الأبراجية (شيدي)، والأبراج الشاهقة ( برانغ براسات) واللوحات الجدارية. يغطي القصر الملكي في بنوم بنه مساحة 174,870 متر مربع (1,882,300 قدم2) (402 م × 435 م)

### قاعة العرش
برياه تينانج . تيفيا فينيشاي موهاي موها براسات أو "قاعة العرش" ( (بالخميرية: ព្រះទីនាំងទេវាវិនិច្ឆ័យមហ័យមហាប្រាសាទ)) تعني "مقر القضاء المقدس".
قاعة العرش هي المكان الذي كان يقوم فيه المقربون من الملك والجنرالات والمسؤولون الملكيون بواجباتهم. ولا يزال يستخدم حتى اليوم كمكان للاحتفالات الدينية والملكية (مثل التتويج  وحفلات الزفاف الملكية) وكذلك كمكان لاجتماع ضيوف الملك. يتوج المبنى ذو الشكل المتقاطع بثلاثة أبراج. البرج المركزي الذي يبلغ ارتفاعه 59 مترًا يعلوه رأس براهما الأبيض ذو الأربعة وجوه. يحتوي داخل قاعة العرش على ثلاثة عروش ملكية (أحدها على الطراز الغربي والآخران تقليديان) وتماثيل نصفية ذهبية لملوك وملكات كمبوديا بدءًا من عهد الملك أنج دونج فصاعدًا. قاعة العرش هذه هي الثانية التي يتم بناؤها في هذا الموقع. تم بناء الأول في 1869-1870 في عهد الملك نورودوم . تم هدم قاعة العرش تلك في عام 1915. تم تشييد المبنى الحالي في عام 1917 وافتتحه الملك سيسواث في عام 1919. مساحة المبنى 30×60 متر. كما هو الحال مع جميع المباني والهياكل في القصر، تواجه قاعة العرش الشرق ومن الأفضل تصويرها في الصباح. عند الزيارة، لاحظ العروش (تصل إلى Balaing في الأمام وبريا ثينانج بوسابوك في الأعلى في الخلف) واللوحات الجدارية الجميلة لسقف Reamker . إلى الشمال من العروش يقف تمثال جلالة الملك سيسواث مونيفونج واقفاً ممسكاً بالسيف الملكي. التمثال مصنوع من الذهب ويظهر فيه وهو يرتدي ملابس غير رسمية. بينما إلى الجنوب من العروش يقف التمثال الذهبي لجلالة الملك سيسواث جالسًا على برياه تينانج بوسبوك مرتديًا ومغطى بالشعارات الملكية لكمبوديا (كما ترون فهو يرتدي التاج أو خفاش سوبورنا أو الأحذية الملكية و في يده اليمنى يحمل السيف الملكي. إنه يجلس على Preah Thinang Bossabok الذي تم تصميمه ليبدو وكأنه الحقيقي على اليمين.
العرش التقليدي أو برياه تينانج بوسبوك ( (بالخميرية: ព្រះទីនាំងបុស្បុក)) هو عرش كلاسيكي قديم مكون من تسعة مستويات على الطراز الخميري. يجب أن يجلس عليها كل ملك خميري في يوم التتويج بينما يرتدي الشعارات الملكية. إنه مغطى بنقوش نباتية معقدة ويحتوي على مستويين من التماثيل الصغيرة لجارودا التي ترفع الجزء العلوي من بوسابوك. ثلاثة من مستويات العرش التسعة تمثل مستويات الجحيم والأرض الوسطى والسماء. تحيط بالبوسابوك أربع مظلات ذهبية ذات تسع طبقات، تسمى أفيروم ( (بالخميرية: អភិរម្យ) .</link> ). أخيرًا، تعلو البوسابوك المظلة الملكية البيضاء ذات التسع طبقات ( (بالخميرية: ព្រះមហាស្វេតឆ័ត្រ)) مما يدل على القوة العالمية التي يتمتع بها الملك. أمام بوسابوك العرش. الطاولة التي تقف بجوار العرش الملكي تحمل عليها طقم شاي ذهبي والمجموعة الذهبية من مجموعة التنبول وجوز الأريكا، والتي تعد جزءًا من الشعارات وتكون دائمًا على الطاولة، أو تسمى فول برياه سري ( الخمير) : ពនព្រះស្រី). خلف بريه ثينانج بوسابوك يوجد بوسابوك آخر يسمى برياه تينانج نيرراث صوفيا ( (بالخميرية: ព្រះទីនាំងនារីរ័ត្នសោភា))، برياه ثينانج بوسابوك للملك، برياه ثينانج نيرراث صوفيا في الخلف للملكة. كما يجب على كل ملك أن يجلس على البوسابوق الأمامي، تحتاج كل ملكة أيضًا إلى الجلوس على البوسابوك الأطول في الخلف. بعد الجلوس على بوسابوكس أثناء ارتداء الشعارات، سيتم اصطحاب الملوك والملكات إلى محفاتهم ليتم عرضهم في جميع أنحاء المدينة.

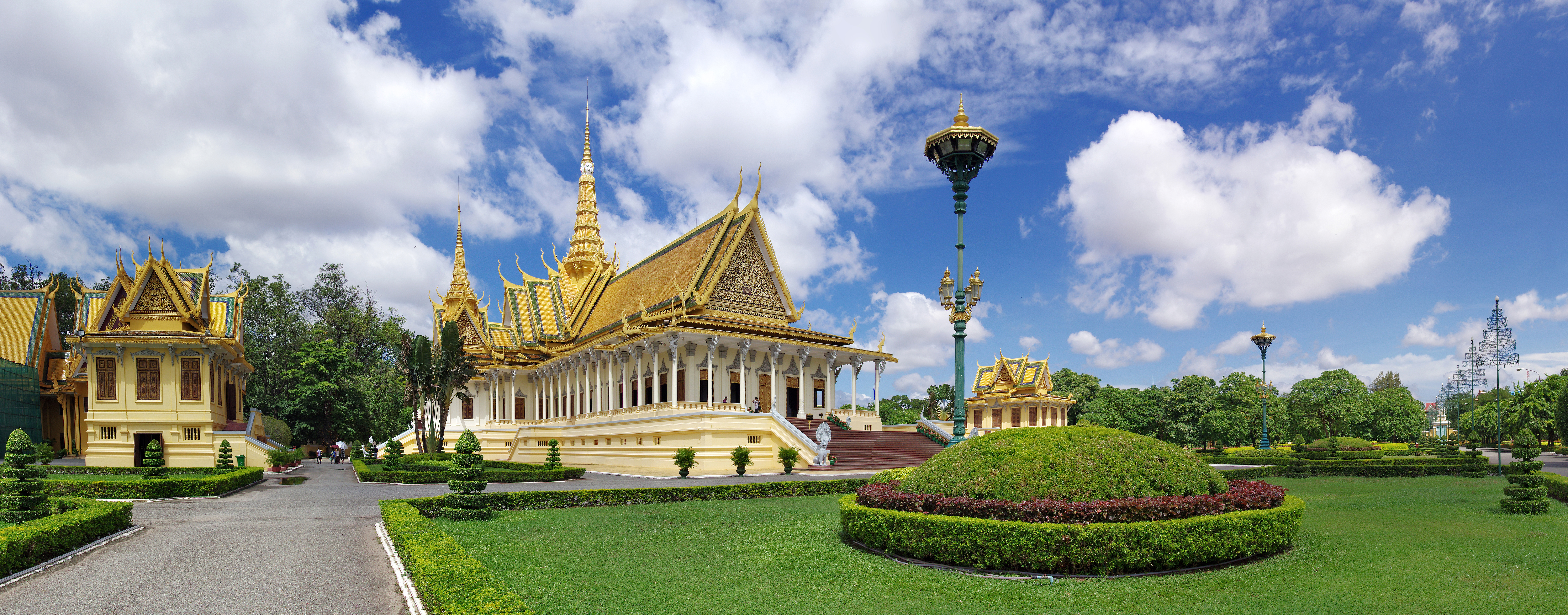

### جناح ضوء القمر

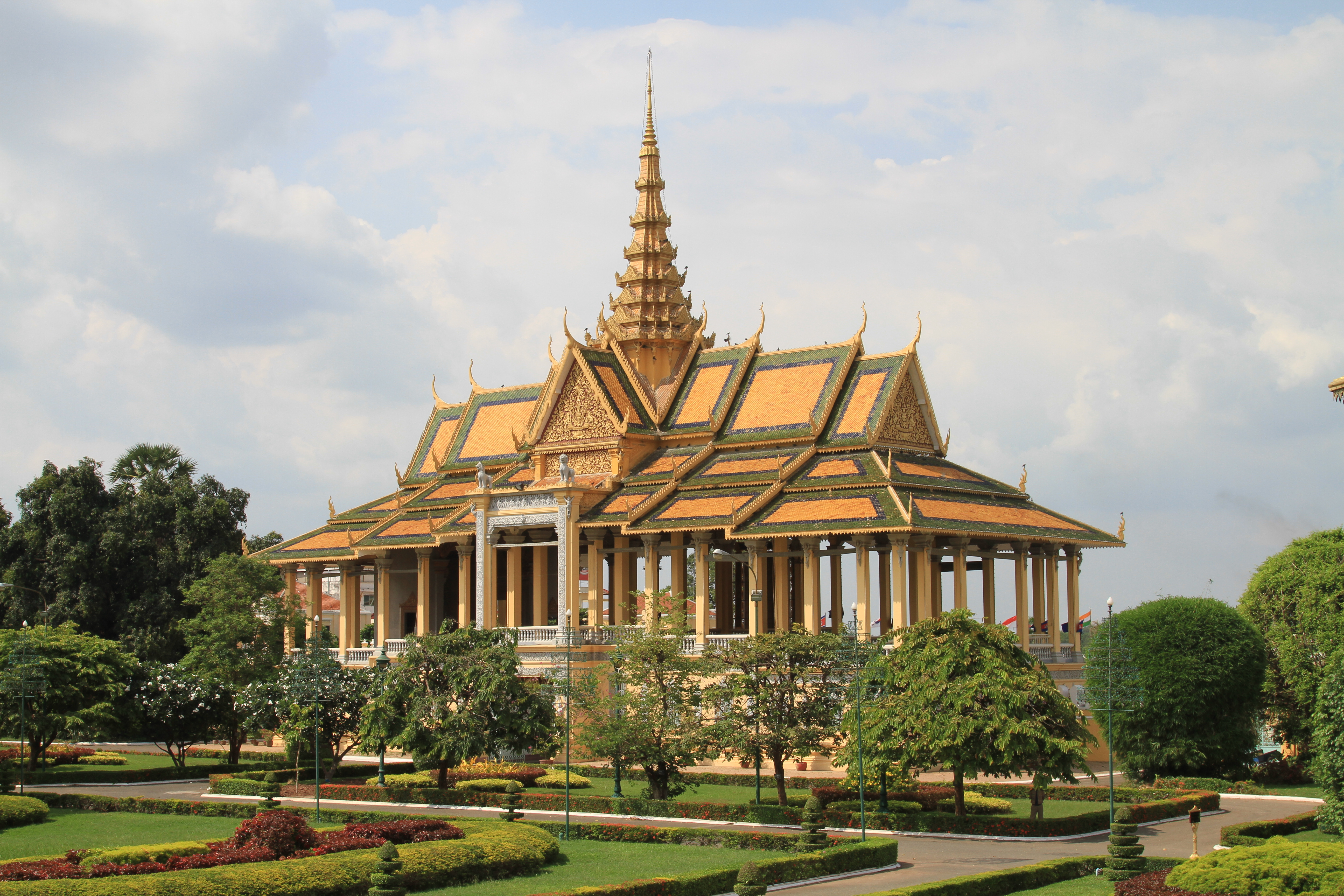
جناح ضوء القمر

برياه تينانج تشان تشايا (بالخميرية: ព្រះទីនាំងច័ន្ទឆាយា) أو "Moonlight Pavilion"، هو جناح في الهواء الطلق يعمل كمسرح للرقص الكلاسيكي الخميري في الماضي والحاضر. وهو من أبرز مباني القصر حيث يمكن رؤيته بسهولة من الخارج حيث تم بناؤه بجانب جزء من أسوار القصر. يحتوي جناح Chan Chhaya على شرفة تم استخدامها كمنصة لمشاهدة المسيرات التي تسير على طول شارع Sothearos Boulevard في بنوم بنه. الجناح الحالي هو التجسيد الثاني لجناح تشانشايا، الذي تم تشييده في الفترة ما بين 1913-1914 في عهد الملك سيسواث ليحل محل الجناح السابق الذي تم بناؤه في عهد الملك نورودوم. الجناح الحالي ذو تصميم مشابه للإصدار السابق. يهيمن جناح شانشيهايا على واجهة القصر في جادة سيثروس، يعد الجناح بمثابة مكان للراقصين الملكيين ، ومنبر للملك لمخاطبة الحشود ومكان لإقامة الولائم الرسمية والملكية. في الآونة الأخيرة، تم استخدام الجناح لإقامة مأدبة ومنبر للملك الجديد في حفل تتويج الملك نورودوم سيهاموني عام 2004.

### جناح نابليون
تمت الإشارة إلى جناح نابليون لأول مرة في عام 1879 في ما رواه مسافر فرنسي عن زيارته للقصر، وربما تم شراؤه من معرض باريس العالمي (المعرض العالمي) لعام 1878. خلال القرن التاسع عشر والعقد الأول من القرن العشرين، عُرفت باسم ميزون دي فير أو البيت الحديدي؛ القصة التي تحددها كهدية من الإمبراطور نابليون الثالث ظهرت لأول مرة في عام 1925 في تاريخ المدير الاستعماري السابق بول كولارد، الذي يبدو أنه ربط حرف N المنقوش على زجاج الأبواب بتقارير عن بناء قصر لنابليون. زوجة الإمبراطورة أوجيني عندما حضرت حفل افتتاح قناة السويس في نوفمبر عام 1869. كان اسم الملك نورودوم هو توسيتالا، وهي الجنة البوذية التي ينتظر فيها بوذا الخامس والأخير تجسده.

### جناح فوتشاني
تم بناء جناح فوتشاني ("الولائم") في عام 1912 كبديل لمجمع حفلات ورقص قديم يقع قليلاً إلى الشمال، بين Phochani الحديثة وقاعة العرش. تم بناؤه من الخرسانة المسلحة، لكن العقد نص على أن الجناح الجديد يجب أن يحترم تقاليد الخمير، "خاصة في سقفه"، وبالتالي اعتمد على الهندسة المعمارية التقليدية في شكله. الجداريات الداخلية لفنان فرنسي حاول أيضًا الاعتماد على تقاليد الخمير. يعد السياج الحديث للغرب بمثابة تعديل لاحق.

### المعبد الفضي

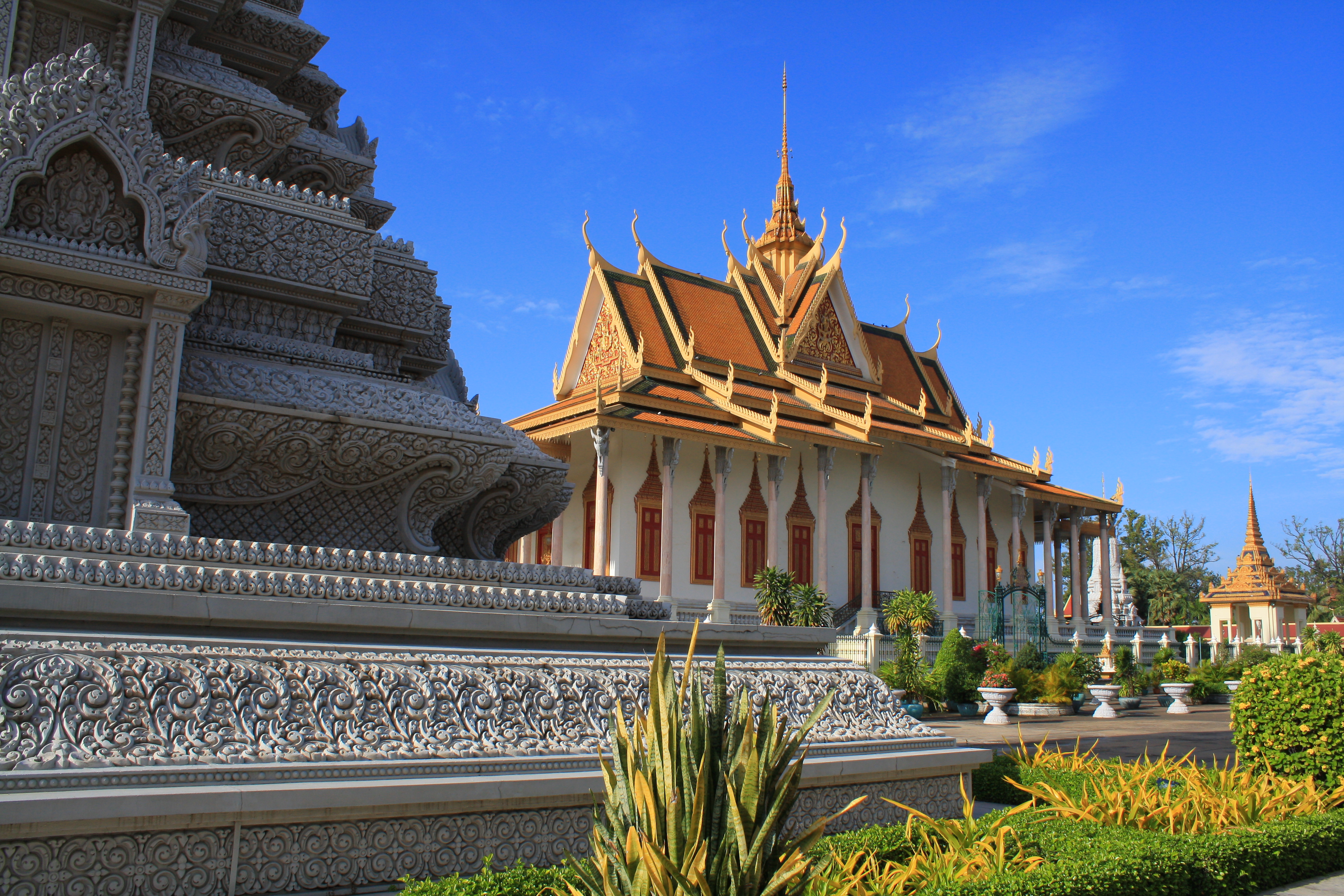
المعبد الفضي

الباغودا الفضية هو مجمع يقع في الجانب الجنوبي من مجمع القصر. ويضم معبدًا ملكيًا يسمى رسميًا برياه فيهيار برياه كيو موراكوت ( (بالخميرية: ព្រះវិហារព្រះកែវមរកត) .</link> ) ولكن يشار إليها عادةً باسم Wat Preah Keo ( (بالخميرية: វត្តព្រះកែវ)). يضم المبنى الرئيسي العديد من الكنوز الوطنية مثل تماثيل بوذا الذهبية والمرصعة بالجواهر. وأبرزها هو تمثال بوذا البلوري الصغير ("بوذا الزمردي" في كمبوديا) - لم يتم تحديد ما إذا كان مصنوعًا من كريستال القمار في القرن التاسع عشر أو من أي نوع آخر من الكريستال في القرن السابع عشر - وتمثال مايتريا بوذا بالحجم الطبيعي تقريبًا مرصع بـ 9584 ماسة يرتدون الزي الملكي بتكليف من الملك سيسواث. خلال فترة حكم الملك سيهانوك قبل الخمير الحمر، تم مطعمة الباغودا الفضية بأكثر من 5000 بلاطة فضية وتم إعادة تشكيل بعض واجهته الخارجية بالرخام الإيطالي.
هناك أيضًا مباني أخرى تحيط بالمبنى الرئيسي أو المبنى . إلى الشرق يوجد تمثال للملك نورودوم جالسًا على حصان أبيض. إلى الشمال من فيهيار توجد المكتبة . في الزاوية الشمالية الغربية يوجد برج الجرس وجنوبه يوجد نموذج أنغكور وات . جنوب فيهيار تقف أربعة مباني: من الغرب إلى الشرق تشيدي (ستوبا) لجلالة الملك نورودوم سوراماريت والملكة سيسواث كوساماك ، دارماسالا، تشيدي للأميرة كانثا بوفا وبنوم موندوب (جبل موندوب) حيث تمثال برياه كو. يقع. الجدار الذي يحيط بالهياكل مغطى بلوحة قصة ملحمة ريامكر ولكن بسبب إهمال الرعاية، تلاشى النصف السفلي من اللوحة على مر السنين.

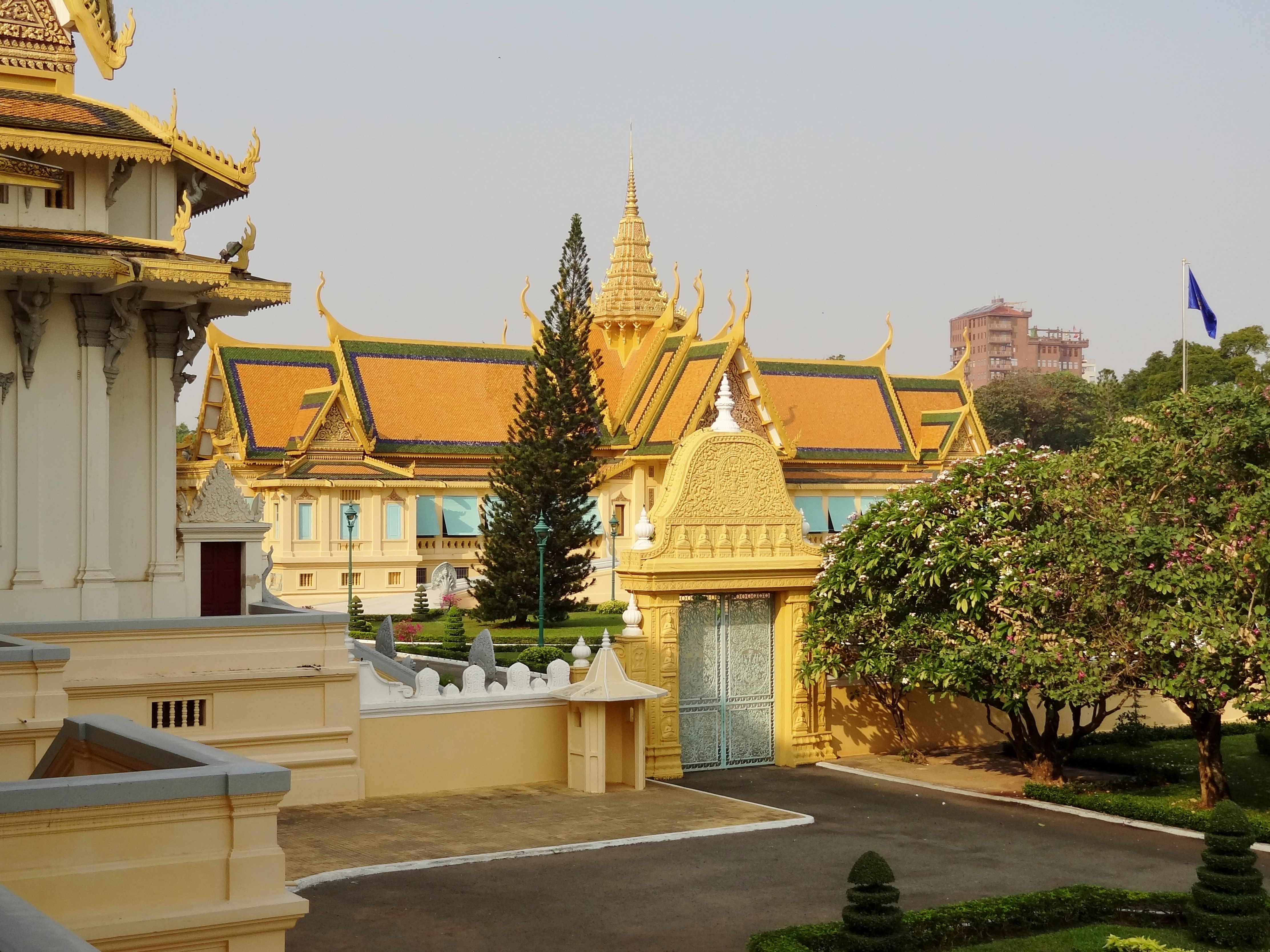
قصر خيمارين، المقر الرسمي لملك كمبوديا

### قصر خمارين
قصر خيمارين هو الاسم الإنجليزي الشائع لمبنى يسمى باللغة الخميرية خيمارين موها براسات (بالخميرية: ខេមរិន្ត្រមហាប្រាសាទ); تعني "قصر ملك الخمير"). يتم استخدامه كمقر رسمي لملك كمبوديا. ويفصل هذا المجمع عن المباني الأخرى سور صغير ويقع على يمين قاعة العرش. المبنى الرئيسي يعلوه برانغ مستدق واحد.

### المباني الأخرى
تشمل المباني الأخرى قاعة الرقص و قاعة المؤتمرات الملكية) وكنيسة ملكية بنيت كمصلى نذري وفيلا كانثا بوفا وفيلا تشومبو، فيلا ساهامتري، وبعض المباني الأقل أهمية في منطقة مغلقة أمام الجمهور.

### حدائق

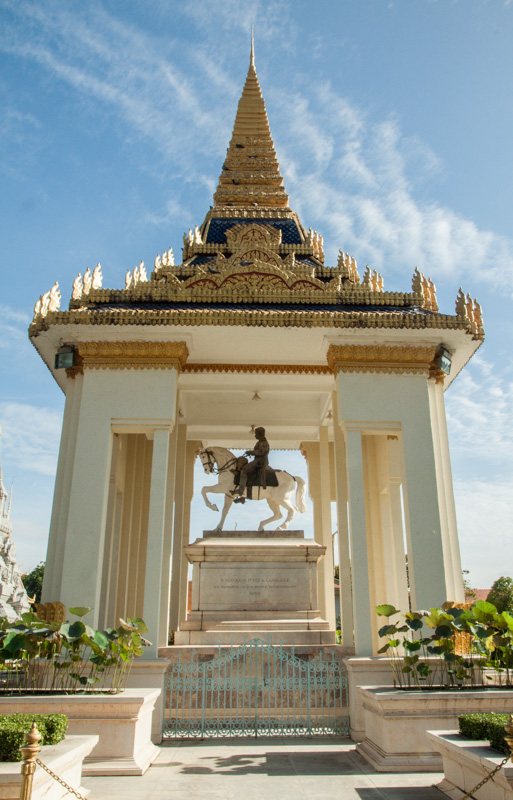
تمثال الملك نورودوم

يحتوي القصر على حدائق متنوعة بها زهور ونباتات استوائية، مثل Allamanda cathartica و Courupita guianensis وJatrofa integerrima .

## القصر الملكي اليوم
أجرى القصر الملكي بعض التعديلات الرئيسية على مبانيه مع مرور الوقت؛ تم هدم جميع مباني عصر الملك نورودوم تقريبًا بالكامل. كما شهدت منطقة معيشة الملك (المغلقة أمام الجمهور) تغييرات كبيرة. في الستينيات من القرن الماضي، وبأمر من الملكة كوساماك، أعيد بناء الباغودا الفضية نظرًا لأن الهيكل الأصلي القديم كان أضعف من أن يقف.
كان القصر دائمًا منطقة جذب سياحي شهيرة في بنوم بنه. يستطيع الزائرون التجول في مجمع الباغودا الفضية  والمجمع المركزي الذي يحتوي على قاعة العرش  وجناح تشان تشايا. منطقة معيشة الملك، والتي تشغل في الواقع نصف إجمالي مساحة القصر الأرضية، بما في ذلك قصر خيمارين، وفيلا كانثا بوفا، وجناح سيري مونغكول، والحدائق الملكية، وعدد من المباني والأجنحة الأخرى، مغلقة أمام الجمهور.

## معرض الصور

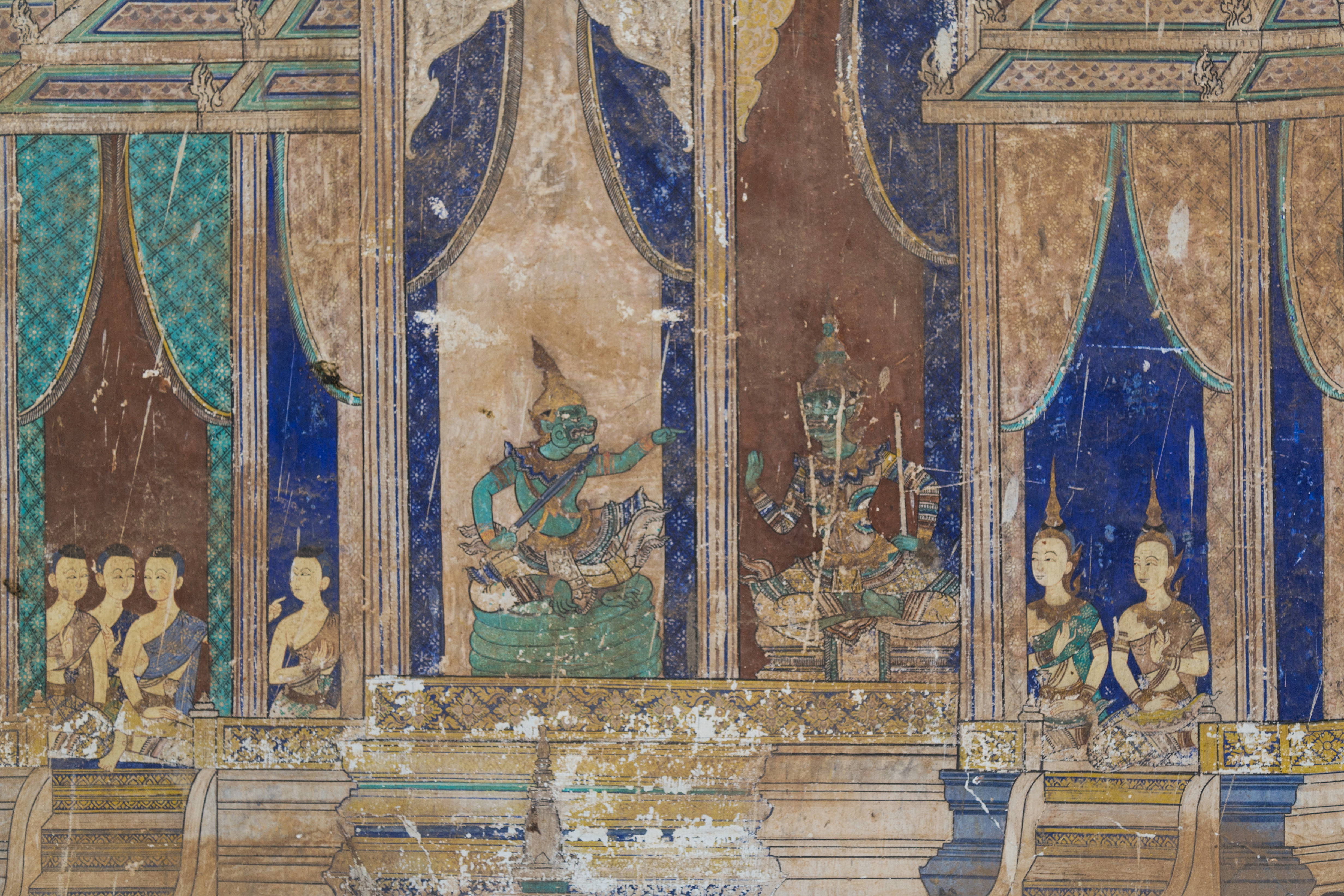
Mural depicting stories of the Reamker
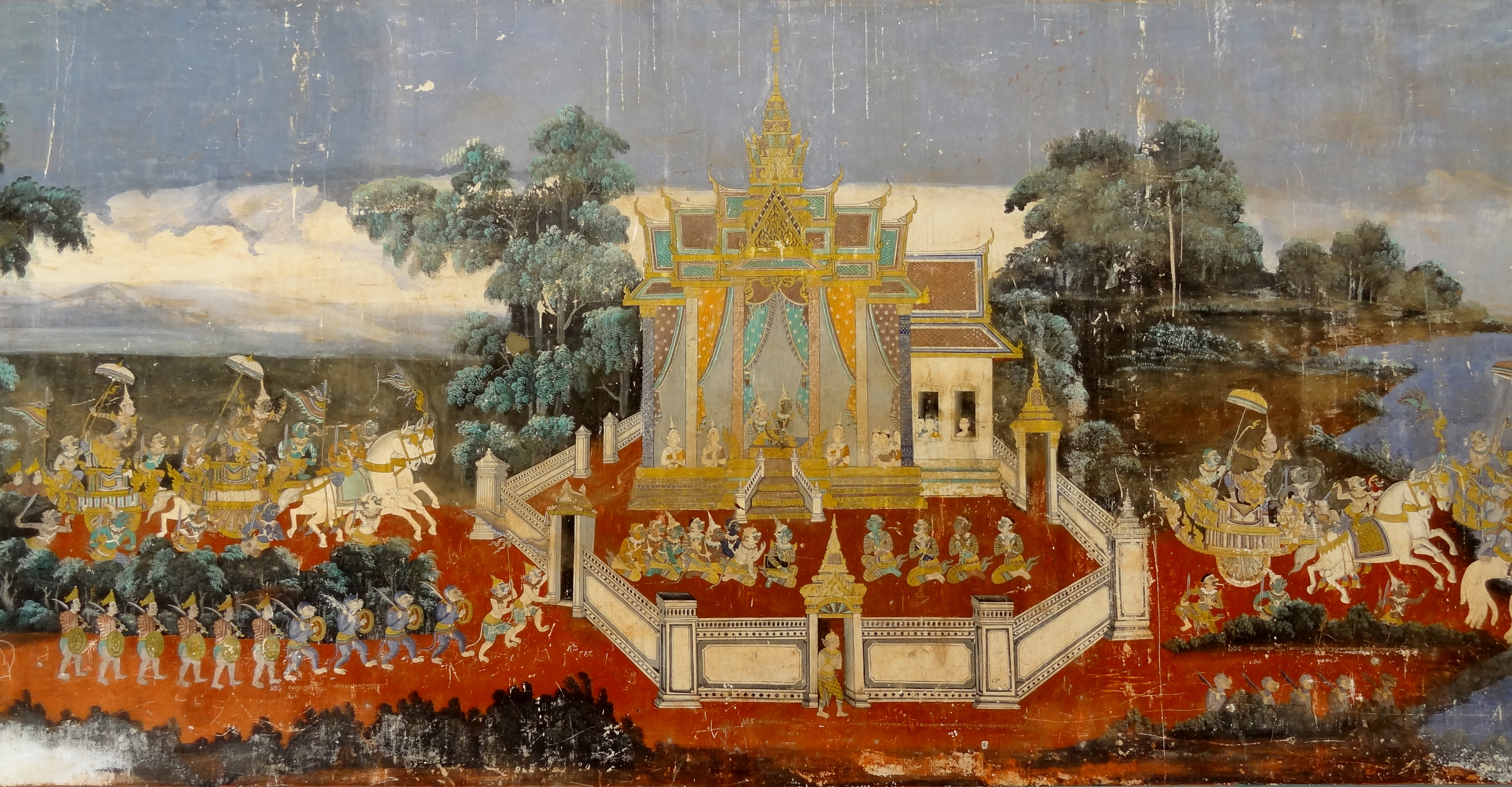
Portion of a 1903–1904 لوحة جدارية in Phnom Penh's Silver Pagoda
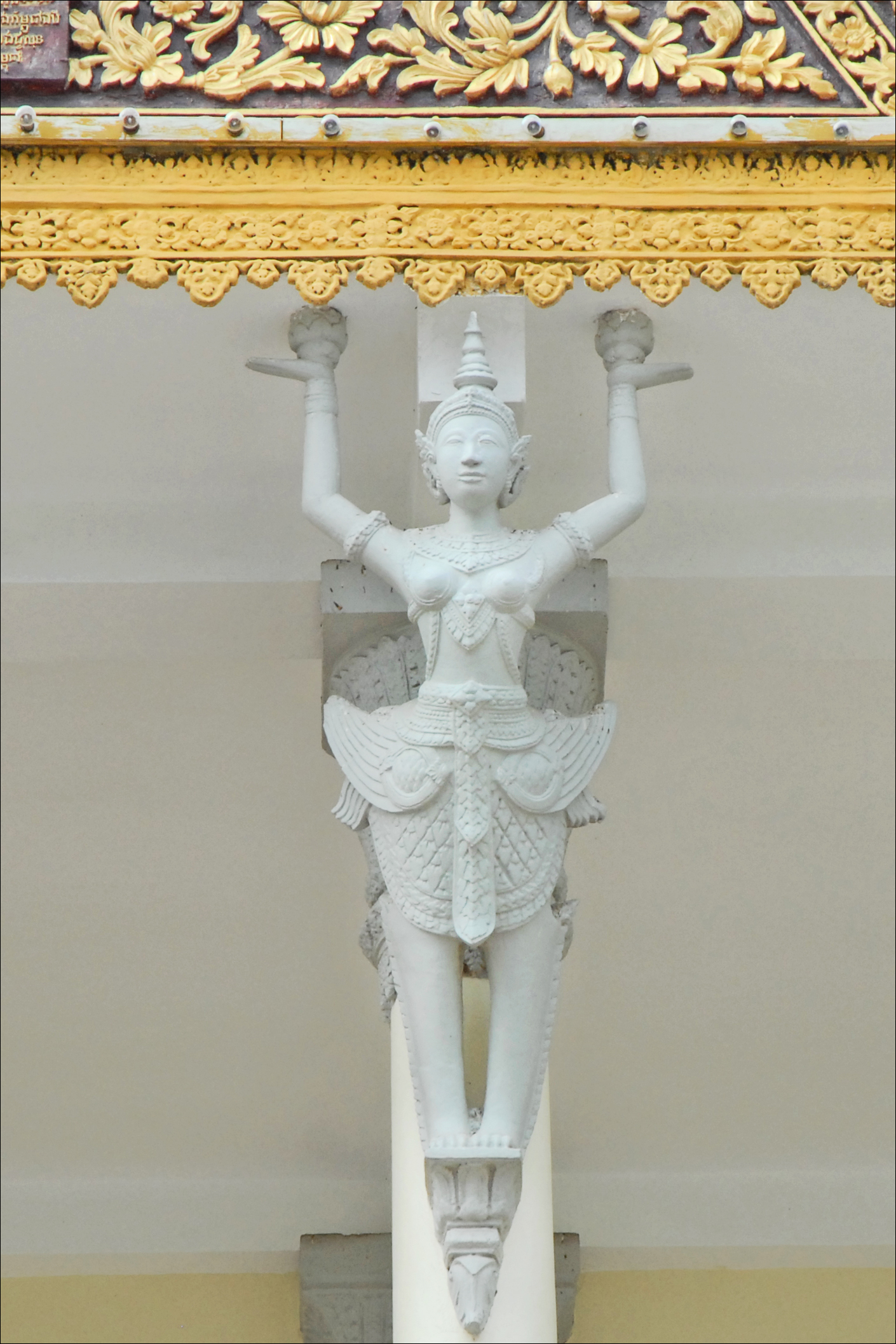
A decorative column figurine (Kinnara)
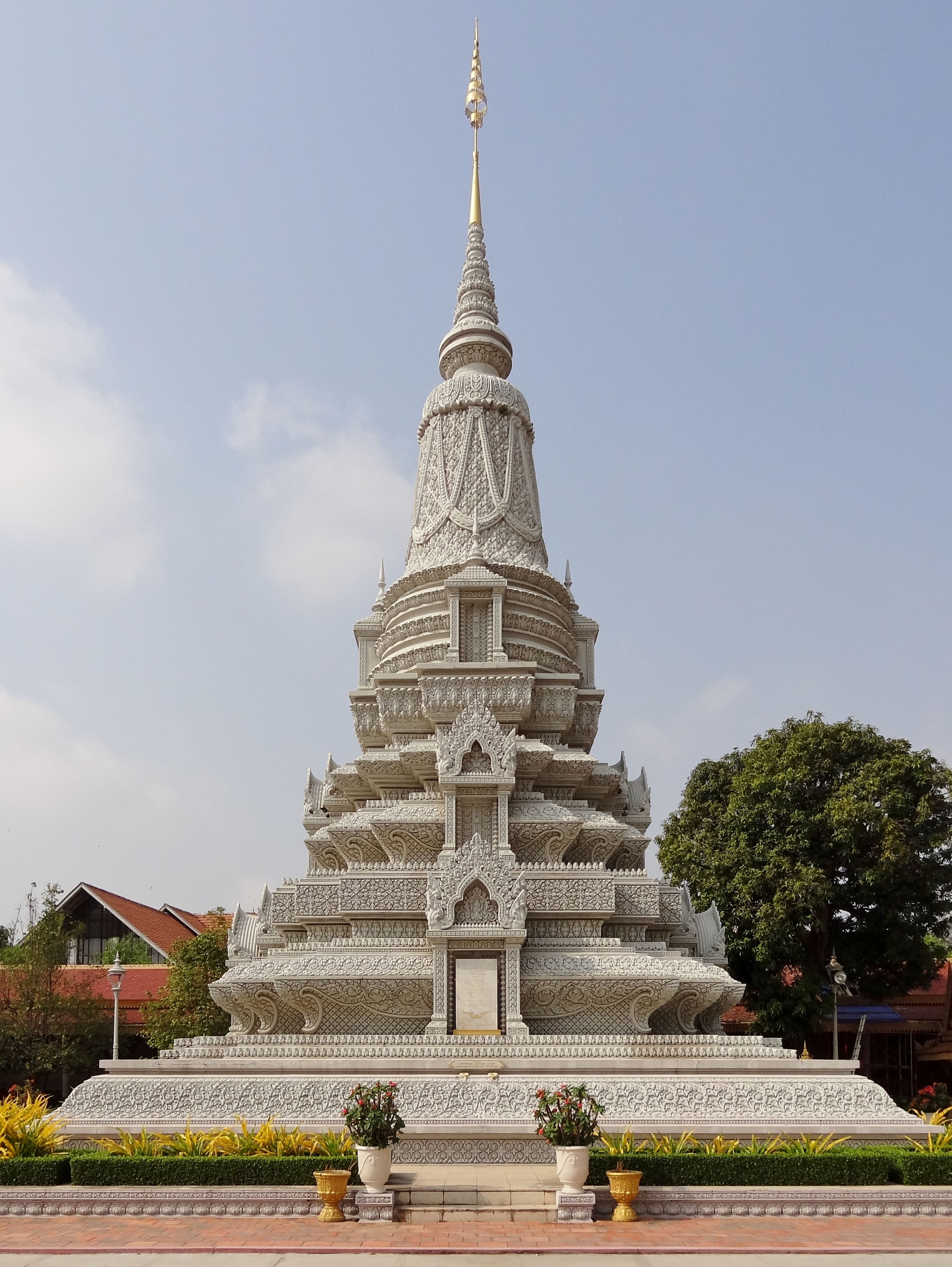
Stupa of King نورودوم سوراماريت
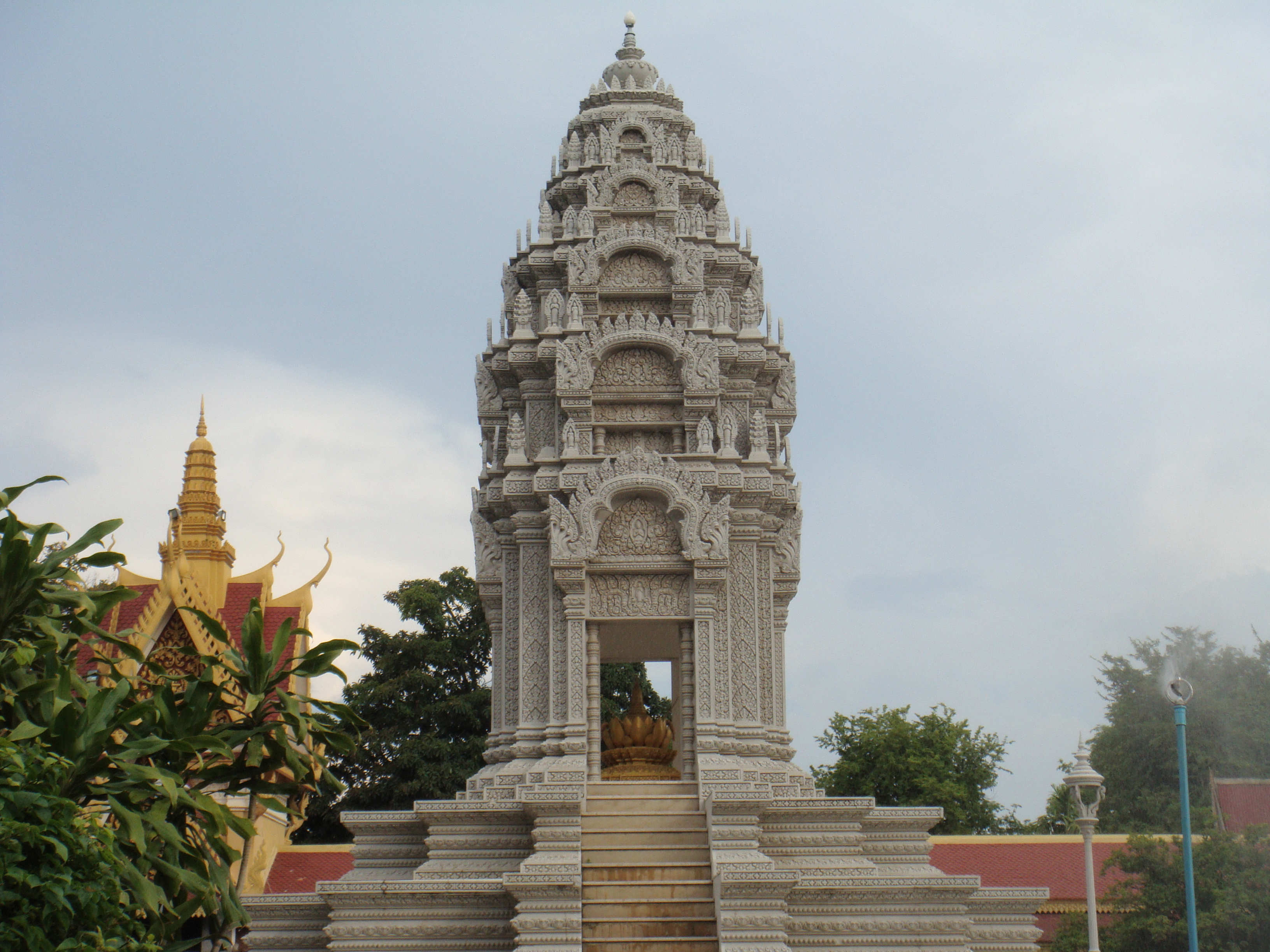
Stupa of Kantha Bopha
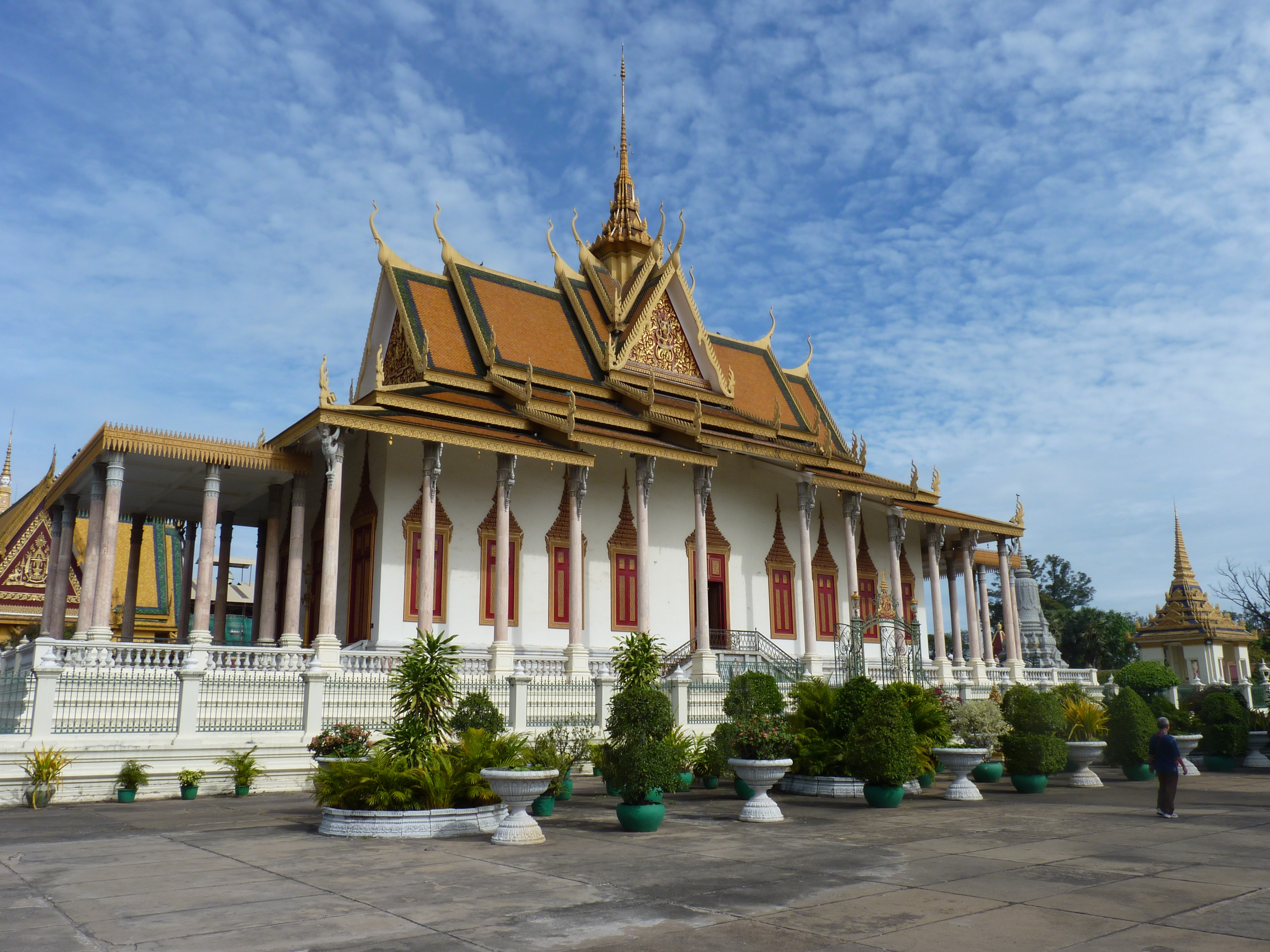
The Silver Pagoda in 2013